# تومواکی سینو
تومواکی سینو (انگلیسی: Tomoaki Seino؛ زادهٔ ۲۹ سپتامبر ۱۹۸۱) بازیکن فوتبال اهل ژاپن است.
از باشگاه‌هایی که در آن بازی کرده‌است می‌توان به باشگاه فوتبال جوبیلو ایواتا و باشگاه فوتبال کونسادول ساپورو اشاره کرد.